# Ulrike Beimpold

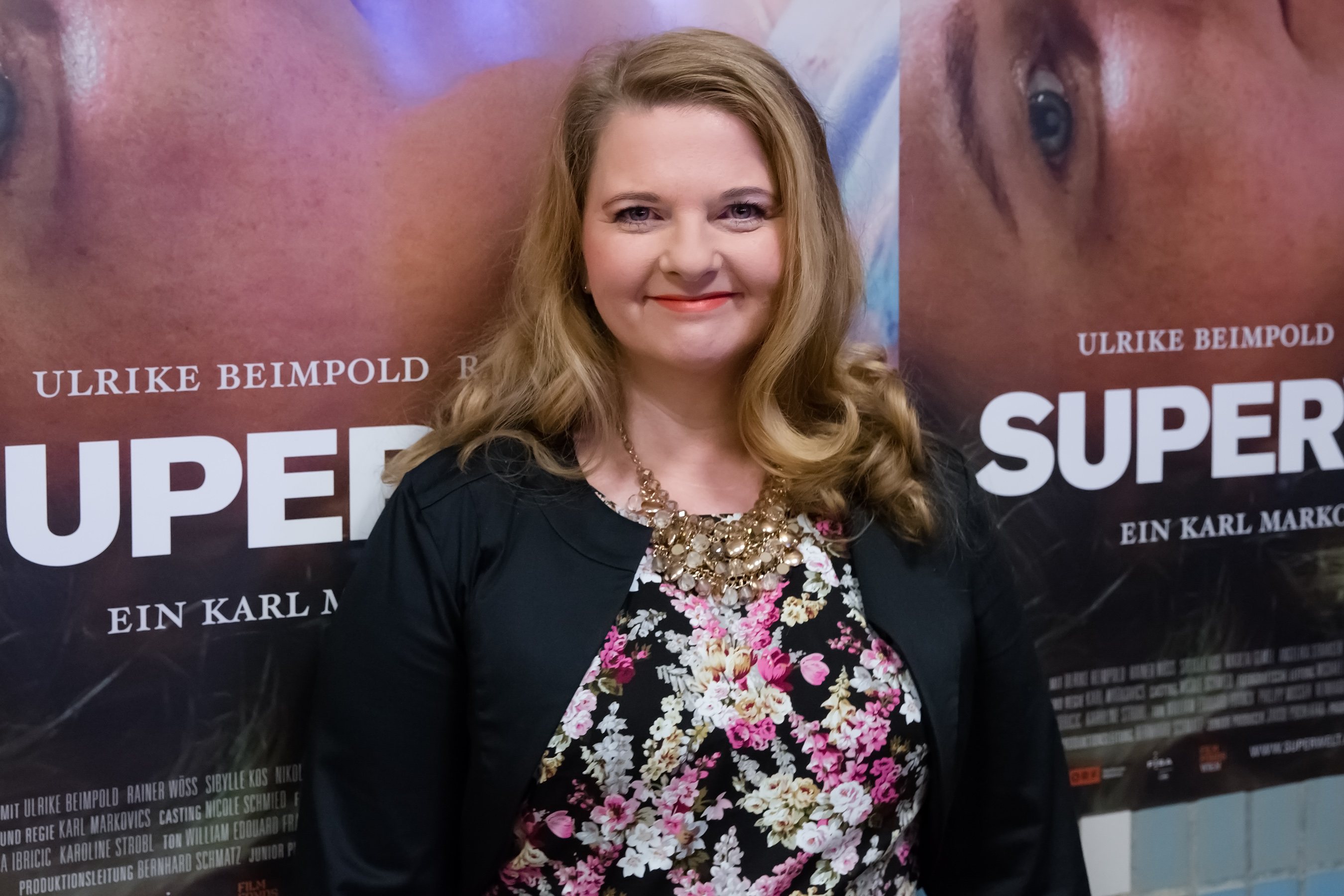
Ulrike Beimpold, 2015

Ulrike Beimpold (* 10. Mai 1964 in Wien, Österreich) ist eine österreichische Schauspielerin, Regisseurin, Synchronsprecherin und Buchautorin. Sie ist Ensemblemitglied des Wiener Burgtheaters und spielte mit acht Jahren ihre erste Theaterrolle in Ferdinand Raimunds Zaubermärchen Der Diamant des Geisterkönigs.

## Leben
Beimpold wurde in Wien als Tochter eines Kufsteiners geboren. Sie absolvierte die Schauspielschule Krauss in Wien und eine Gesangsausbildung bei Lilly Kolar. Weiters absolvierte sie ein Gesangsstudium bei Christian Koch.

### Theater (Schauspiel & Regie)
Sie debütierte am Wiener Akademietheater am 24. Februar 1980 im Alter von 15 Jahren in Johann Nestroys Das Mädl aus der Vorstadt und ist seit diesem Zeitpunkt Mitglied im Ensemble des Wiener Burgtheaters. Ihre Bandbreite umfasst inzwischen unter anderem Stücke von Hugo von Hofmannsthal, Franz Grillparzer, Arthur Schnitzler, Ödön von Horváth, Heinrich von Kleist, William Shakespeare, Frank Wedekind und Peter Handke. Seit 1998 tritt Ulrike Beimpold als ständiger Gast in Produktionen an der Wiener Volksoper auf. Außerdem ist sie seit vielen Jahren fester Bestandteil bei Inszenierungen im Rahmen der „Festspiele Reichenau“. In der Saison 2009 wirkte sie in dem Schauspiel Kinder der Sonne von Maxim Gorki mit.
Mit der Inszenierung von Franz Lehárs Operette Die lustige Witwe beim Lehár Festival Bad Ischl im Sommer 2006 feierte sie ihr Debüt als Regisseurin. 2017 inszenierte sie in Baden bei Wien, an der Bühne Baden, die Operette Orpheus in der Unterwelt von Jacques Offenbach.

### Rezitation (Lesungen)
Ulrike Beimpold liest immer wieder in Rezitationsabenden aus österreichischer Literatur der vergangenen Jahrhundertwende. 2003 bis 2004 widmete Ulrike Beimpold sich ihrem Soloprogramm Katharina Schratt – Ein Leben, einer szenischen Lesung über das außergewöhnliche Leben der Burgschauspielerin, einer späten „Freundin“ und Vertrauten des österreichischen Kaisers Franz Joseph I. Mit diesem Programm trat sie in Österreich und Deutschland auf. Das Buch zu dieser Hommage stammt von Susanne Wolf.
2005 widmete sie sich mit einer Lesung unter dem Titel Frivole Freitage im Wiener „Kabarett Brennesseln“ den Anekdoten des Wiener Freudenmädchens Josefine Mutzenbacher.
Im Rahmen des „Zyklus Musik und Dichtung“ im Wiener Konzerthaus trat Beimpold im Frühjahr 2009 auf. In einer Lesung von Denis Diderots Rameaus Neffe spielte Florian Birsak am Cembalo unter anderem Kompositionen von Jean-Philippe Rameau. Die zweite Lesung widmete sie  Voltaires Candide mit Stefan Stroissnig am Klavier und Werken von Wolfgang Amadeus Mozart.

### Musik
Genau 25 Jahre nach ihrer Nestroy-Premiere, am 24. Februar 2005, gab sie ihr erstes Konzert mit Rezitation und Gesang im Liederzyklus der „Philharmonia Schrammeln Wien“ im Wiener Musikverein mit dem Programm „Die Schrammeln, ein Weib und Gesang“. Seitdem tritt sie laufend mit den „Philharmonia Schrammeln Wien“ auf.
Im Juni 2007 sind die Philharmonia Schrammeln mit Ulrike Beimpold in einem Benefizkonzert zugunsten der „Österreichischen Knochenmarkspendezentrale“ im Schlosstheater Schönbrunn aufgetreten.
Gemeinsam mit dem österreichischen Kammersänger Heinz Zednik und den Philharmonia Schrammeln trat die Künstlerin 2009 mit dem Programm Die Henne im Korb im Wiener Musikverein auf.

### TV, Film & Radio
Sie war Kandidatin der 2. Staffel des ORF-Tanzevents Dancing Stars. An der ebenfalls vom ORF produzierten Comedyshow Was gibt es Neues? nimmt sie laufend teil.
Als Synchronsprecherin lieh Ulrike Beimpold ihre Stimme der Österreich-Synchronisation dem Schweinchen Babe im gleichnamigen Film von 1995 und in der Fortsetzung Schweinchen Babe in der großen Stadt von 1999. Beimpold wirkt auch in Radiospots und Hörspielen mit.

### Veröffentlichungen
Ihr erstes Buch, Eine Birne namens Beimpold: Anekdoten einer Burgpflanze, ist im September 2008 erschienen. Beimpold hat darin amüsante Anekdoten aus dem schauspielerischen Alltag im Wiener Burgtheater aufgezeichnet.
Unter dem Titel Ulrike Beimpold – Josefine Mutzenbacher und ihre 365 Liebhaber veröffentlichte sie 2006 ein Hörbuch zur Lesung auf CD.

## Auszeichnungen
- 2015: Diagonale-Schauspielpreis für ihre Rolle in Superwelt[3]
- Österreichischer Filmpreis 2016 in der Kategorie Beste weibliche Hauptrolle für Superwelt[4]

## Theater – Schauspiel (Auswahl)
- Die Weberischen (von Felix Mitterer), Wien, Volksoper, 2008
- Der Opernball (von Richard Heuberger), Wien, Volksoper, 2008
- Amarone (von Gabriel Barylli), Wiener Kammerspiele 2007/2008
- "Die Fledermaus" (von Johann Strauß), Wien, Volksoper, 2003 bis 2005
- Der Floh im Ohr, Wien, Burgtheater, 1996/1997
- Die Raststätte (von Elfriede Jelinek), Wien, Burgtheater, 1994/1995
- Der kaukasische Kreidekreis (von Bertolt Brecht), 1993/1994
- Honigmond (von Gabriel Barylli), Wien, Burgtheater, 1992
- Penthesilea (von Heinrich von Kleist), Wien, Burgtheater, 1990/1991
- Der Schützling (von Johann Nestroy), Wien, Burgtheater, 1988/1989
- Hochzeit (von Elias Canetti), Wien, Burgtheater, 1985/1986
- Die Dreigroschenoper (von Franz Grillparzer), Wien, Burgtheater, 1983/1984
- Einen Jux will er sich machen (von Johann Nestroy), Wien, Burgtheater, 1982/1983
- Der Schwierige (von Hugo von Hofmannsthal), Wien, Burgtheater
- Glaube Liebe Hoffnung (von Ödön von Horváth), Wien, Burgtheater

## Theater – Regie
- 2006: Operette Die lustige Witwe (von Franz Lehár), Kongress & TheaterHaus Bad Ischl[5]
- 2017: Operette Orpheus in der Unterwelt von Jacques Offenbach, Bühne Baden

## Filmografie (Auswahl)
- 1981: Der Schüler Gerber (Regie: Xaver Schwarzenberger)
- 1983: Kottan ermittelt (Fernsehserie)
- 1985: Der Bulle und das Mädchen (Regie: Peter Keglevic)
- 1985: Tatort – Des Glückes Rohstoff
- 1989: Roda Roda (Folge 11)
- 1989: Der Kronprinz (Regie: Miklós Szinetár, Drehbuch: Brigitte Hamann, Kurt Klinger)
- 1998: Fever
- 1999: Stella di mare – Hilfe, wir erben ein Schiff! (Regie: Xaver Schwarzenberger)
- 1999: Julia – Eine ungewöhnliche Frau (Regie: Walter Bannert, Holger Barthel, Fernsehserie)
- 2001: Der Überfall (Regie: Florian Flicker)
- 2001: Dolce Vita & Co. (Regie: Claudia Jüptner, Erhard Riedlsperger, Fernsehserie, zwei Folgen)
- 2002: August der Glückliche (Regie: Joseph Vilsmaier)
- 2004: Bergkristall (Regie: Joseph Vilsmaier)
- 2004: Kommissar Rex (Fernsehserie)
- 2005: Schön, dass es dich gibt (Regie: Reinhard Schwabenitzky)
- 2006: Feine Dame (Regie: Xaver Schwarzenberger)
- 2007: Muttis Liebling  (Regie: Xaver Schwarzenberger)
- 2007: Molly & Mops (Regie: Titus Selge, Synchronisation)
- 2008: Heimat zu verkaufen (Regie: Karl Kases)
- 2010: Die Liebe kommt mit dem Christkind
- 2012: Die Wand (Regie: Julian Pölsler)
- 2012: Meine Tochter, ihr Freund und ich
- 2013: Spuren des Bösen – Zauberberg (Regie: Andreas Prochaska)
- 2014: CopStories – Jössas! (Regie: Barbara Eder)
- 2015: Gruber geht (Regie: Marie Kreutzer)
- 2015: Superwelt (Regie: Karl Markovics)
- 2017: Tatort: Schock (Regie: Rupert Henning)
- 2017: SOKO Kitzbühel – Trauerreden
- 2017: Wir töten Stella
- 2018: Die Toten vom Bodensee – Der Wiederkehrer
- 2018: Erik & Erika
- 2018: Sauerkrautkoma
- 2019: Love Machine
- 2019: Landkrimi – Das dunkle Paradies
- 2021: Rotzbub (Stimme)
- 2022: Love Machine 2
- 2023: Hals über Kopf
- 2024: Vienna Blood – Mephisto (Fernsehreihe)

## Buch
- Eine Birne namens Beimpold. Anekdoten einer Burgpflanze. Ueberreuter, Wien 2008, ISBN 978-3-8000-7365-8.

## Hörbuch
- 2006: Josefine Mutzenbacher: Josefine Mutzenbacher – Die Lebensgeschichte einer wienerischen Dirne, von ihr selbst erzählt. Random House Audio ISBN 978-3-86604-253-7
- 2012: Ulrike Beimpold: Neulich im Kaffeehaus. Ulrike Beimpold serviert literarische Köstlichkeiten. edition-o, ISBN 978-3-99022-032-0
- 2013: Fritz Muliar: Vergessenes. Gelesen und gesungen von Ulrike Beimpold und Martin Muliar, Hrsg.: Markus Muliar. Mono Verlag ISBN 978-3-902727-16-9
- 2013: Ulrike Beimpold: Weihnachten ist eine schöne Zeit! Eine literarisch-musikalische Liebeserklärung, Piano: Christian Koch, Mono Verlag ISBN 978-3-902727-27-5